# Odeon Kino
ODEON Kino AS (Före detta SF Kino AS) är Norges största biografkedja. Bolaget var mellan åren 1995 och 2017 dotterbolag till Filmstaden, dåvarande SF Bio. I och med uppköpet av Odeon Cinema Group är ODEON Kino nu ett dotterbolag till dem istället. Omskyltningen från SF Kino till ODEON Kino pågick våren och sommaren 2018 men bytte officiellt inte namn förrän årsskiftet 2018/2019. 